# Alain Douville
Alain Douville (Agon-Coutainville, Francia, 20 de mayo de 1950–Caen, Francia, 3 de julio de 2025) fue un futbolista francés que jugó en la posición de guardameta.

## Carrera

### Club
| Periodo   | Club               |
| --------- | ------------------ |
| 1972-1973 | FC Saint-Lô Manche |
| 1973-1985 | SM Caen            |

### Selección nacional
Jugó para Francia en una ocasión el 13 de abril de 1977, en la derrota por 0-4 en un partido amistoso ante Países Bajos entrando de cambio por Jean-Michel Godart.

## Tras el retiro
Al retirarse como futbolista se convirtió en profesor de educación física en el Liceo Salvador Allende de Hérouville-Saint-Clair hasta su jubilación en 2014.